# Taraxacum californicum
Taraxacum californicum là một loài thực vật có hoa trong họ Cúc. Loài này được Munz & I.M.Johnst. miêu tả khoa học đầu tiên năm 1925.